# Monnina euonymoides
Monnina euonymoides är en jungfrulinsväxtart som beskrevs av Schlecht.. Monnina euonymoides ingår i släktet Monnina och familjen jungfrulinsväxter. Inga underarter finns listade i Catalogue of Life.